# Orso II Participazio

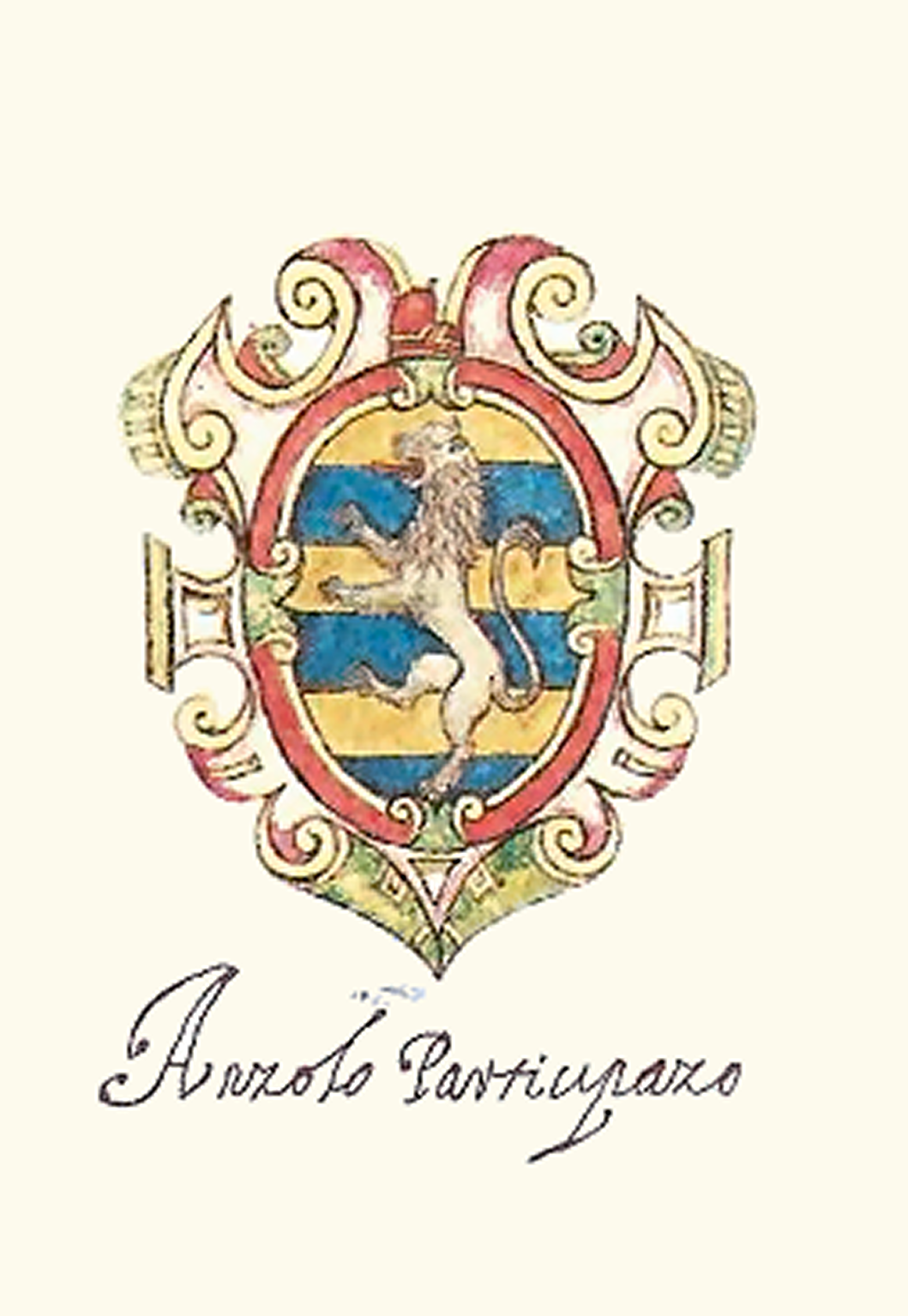
Blason des Participazio

Orso II Participazio (Orso Badoer) est le 18e doge de Venise élu en 912.

## Biographie
Orso Participazio est élu par l'assemblée populaire. Il est issu de la famille des Participazio qui a donné déjà beaucoup de doges à Venise. 
À peine élu, il envoie son fils Pietro à Constantinople pour resserrer les liens avec l'empereur que ses prédécesseurs avaient négligé. Pietro reçoit pour son père le titre de protospathaire mais pendant son voyage de retour il est fait prisonnier par le chef des Croates, Miroslav, qui le livre au roi des Bulgares Siméon Ier, qui le restitue à Orso en échange d'une importante rançon et avec l'intercession d'un certain Domenico, archidiacre du diocèse de Malamocco. Orso le nomme évêque d'Olivola (la cathédrale de Venise) pour le récompenser.
En 924, le Roi d'Italie Rodolphe II de Bourgogne confirme à Orso le droit de Venise de frapper monnaie.
En 932, il se retire dans le monastère d'Ammiana où il meurt peu de temps après. Après sa mort, il est béatifié. Un portrait le représentant se trouve dans l'Église de la Madonna dell'Orto, dans la chapelle Morosini.

## Sources
- (it) Cet article est partiellement ou en totalité issu de l’article de Wikipédia en italien intitulé « Orso II Participazio » (voir la liste des auteurs).